# No Fun at All
No Fun at All (NFAA förkortat) är ett svenskt skatepunk-band bildat i Skinnskatteberg sommaren 1991.
Bandet splittrades 2001 men har senare gjort flera återföreningsspelningar. I november 2008 släppte det ett nyinspelat album, Low Rider under sin egen skivetikett Beat 'Em Down Records.

## Biografi
No Fun at All bildades i Skinnskatteberg sommaren av Mikael Danielsson (gitarr), Jimmie Olsson (sång, trummor) och Henrik Sunvisson (bas). Bandnamnet var en sammansättning av Sex Pistols låt "No Fun" och Sick of It All. Gruppen spelade in en demo, Touchdown. Denna kom senare att ingå på samlingsskivan Signed for Life.

### 1993-2000
Trots att bandet inte var särskilt seriöst och hängivet till en början visade Burning Heart Records intresse och 1993 utgav bolaget bandets debut-EP Vision. Skivan bestod av nio låtar, avverkade på sjutton minuter. Skivan pressades initialt i 1 000 exemplar, och bandets målsättning var att få dessa sålda och hade inga förväntningar om att sälja mer. Detta skulle visa sig vara felaktigt då skivan snabbt blev populär och såldes i inte mindre än 25 000 exemplar.
Efter debuten lämnade sångaren och trummisen Jimmie Olsson gruppen för att satsa på sitt andra band Sober. Han medverkar dock på samtliga efterkommande skivor fram tilI Low Rider förutom Out of Bounds med bakgrundssång. I hans ställe hade Ingemar Jansson tillkommit på sång och Kjell Ramstedt på trummor. Gruppen hade dessutom utökats med ytterligare en gitarrist, Krister Johansson. Med den nya sättningen spelade bandet in debutalbumet No Straight Angles, som utgavs på Burning Heart Records i juni 1994. Skivan producerades av Pelle Saether, som skulle komma att följa bandet under lång tid. Samma år medverkade gruppen, med låten "Don't Be a Pansy", på det av G-spot utgivna samlingsalbumet Rock Around the Clock.
Året efter, 1995 utkom två EP-skivor kort efter varandra: Stranded och In a Rhyme. Stranded innehöll förutom två egna låtar covers på Circle Jerks, Coffin Break och Dead Kennedys. Titelspåren från båda EP-skivorna kom senare att inkluderas på gruppens andra studioalbum Out of Bounds, som släpptes i oktober. Samma år medverkade gruppen med flera låtar på samlingsalbumet Cheap Shots Vol. 1, däribland den tidigare outgivna Gang Green-covern "Alcohol".
Efter att under 1996 ha medverkat på ett par samlingsalbum, däribland Cheap Shots Vol. 2, släppte gruppen i juni 1997 EP-skivan And Now for Something Completely Different, vilken bestod av fyra covers på Elvis Costello, Hard-Ons, Magazine och The Misfits. Kort därefter utgavs gruppens tredje studioalbum The Big Knockover. Från skivan släpptes singeln Should Have Known. Bandet medverkade samma år även på ett stort antal samlingsalbum, däribland Cheap Shots Vol. 3.
Två samlingsalbum följde därefter: Throw It In och EP's Going Steady, utgivna 1997 respektive 1998. Den förstnämnda utgavs enbart i Australien. Efter dessa valde originalbasisten Henrik Sunvisson att lämna bandet, vilket ledde till en instrumentrotation där den tidigare gitarristen Mikael Danielsson övertog basen. Stefan Neuman, tidigare i bandet Tribulation, kom in som ny gitarrist. Gruppens första alster med den nya sättningen blev 1999 års live-EP Live in Tokyo, inspelad under två dagar i maj 1998 i Tokyo, Japan.
I april 2000 utkom bandets fjärde studioalbum State of Flow. Samma år medverkade gruppen på flera samlingsalbum, däribland Cheap Shots Vol. 4.

### Splittringen
Den 10 januari 2001 meddelade bandet, via sitt skivbolag Burning Heart Records, att det skulle splittras. I pressmeddelandet skrev man 
| ” | We’ve played most parts of the world, and have earned ourselves memories for life. But each thing has it’s time, and we feel that we want to quit while we personally still believe we are a great band. | „ |

Gruppen genomförde en sista spelning i Fagersta den 26 januari samma år, där flera gästartister medverkade på scen.
I november 2002 släppte Burning Heart Records samlingsalbumet Master Celebrations, vilket innehöll låtar från bandets tidigare skivor samt tre tidigare outgivna låtar.

### Bandet återförenas

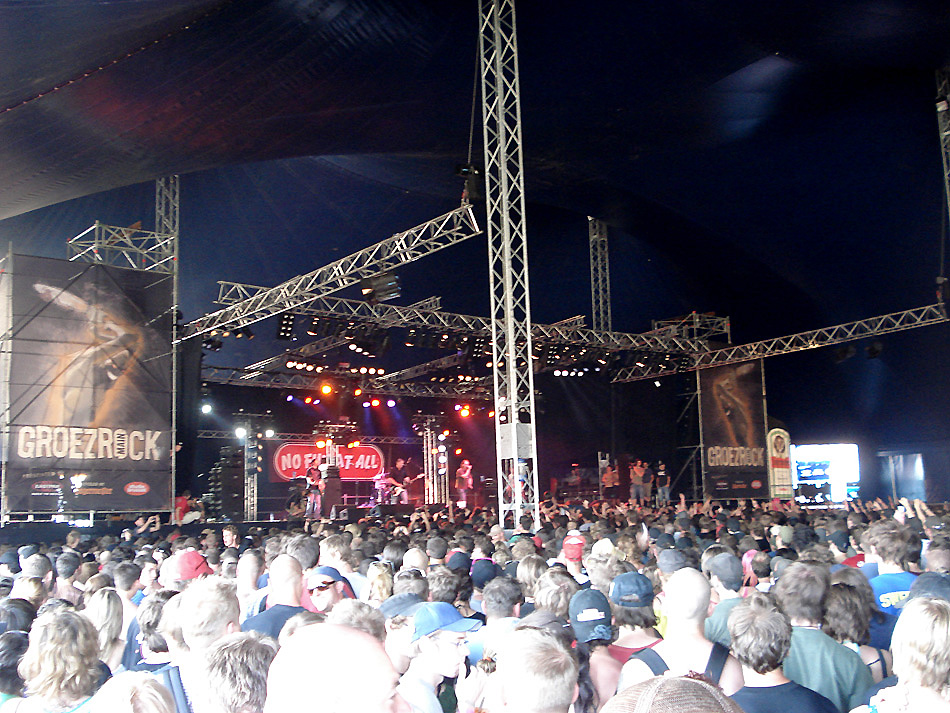
På festivalen Groezrock i Belgien 2008

Den 23 april 2004 återförenades bandet för en spelning i Sandviken. Lördagen den 25 februari 2006 återförenades bandet ytterligare en gång när de medverkade på Millencolin Open Saturday Party, där de spelade tillsammans med Millencolin. Samma år spelade de även i Lindesberg på festivalen Augustibuller. Året efter återförenades man för ytterligare tre spelningar: en i Belgien, en i Fagersta och en i Schweiz.

### Low Rider
2008 utkom bandet med sitt femte studioalbum Low Rider, utgivet på det egna bolaget Beat 'Em Down Records.

## Medlemmar
- Mikael Danielsson - gitarr
- Ingemar Jansson - sång
- Fredrik Eriksson - gitarr
- Kjell Ramstedt - trummor
- Stefan Bratt - bas

### Tidigare medlemmar
- Jimmie Olsson - sång, trummor (1991-1993)
- Henrik Sunvisson - bas (1991-1999)

## Diskografi

### Studioalbum
- No Straight Angles (1994)
- Out of Bounds (1995)
- The Big Knockover (1997)
- State of Flow (2000)
- Low Rider  (2008)
- Grit (2018)
- Seventh Wave (2022)

### EP
- Vision  (1993)
- Stranded  (1995)
- In a Rhyme  (1995)
- And Now for Something Completely Different (1997)
- Live in Tokyo  (1998)

### Singlar
- Should Have Known  (1997)
- Reckless (I Don't Wanna)  (2008)

### Samlingsalbum
- Throw It In (1997)
- EP's Going Steady (1998)
- Master Celebrations  (2002)

### Fotnoter
1. ↑  ”No Fun at All”. Epitaph Records. Arkiverad från originalet den 21 augusti 2008. https://web.archive.org/web/20080821165944/http://www.epitaph.com/artists/artist/135. Läst 31 mars 2012.
2. ↑  ”Signed for Life”. Discogs.com. http://www.discogs.com/Various-Signed-For-Life-The-Heartcore-Demos/release/1452528. Läst 31 mars 2012.
3. ↑  ”No Fun at All”. Burning Heart Records. http://www.burningheart.com/bands/index.php?id=74&bio=1. Läst 31 mars 2012.
4. 1 2  Ankeny, Jason & Loftus, Johnny. ”No Fun at All”. Allmusic.com. http://www.allmusic.com/artist/no-fun-at-all-p206019/biography. Läst 28 mars 2012.
5. ↑  ”No Straight Angles - amerikanska versionen”. Discogs.com. http://www.discogs.com/No-Fun-At-All-No-Straight-Angles/release/892878. Läst 29 mars 2012.
6. ↑  ”No Straight Angles”. Discogs.com. http://www.discogs.com/No-Fun-At-All-No-Straight-Angles/release/369074. Läst 31 mars 2012.
7. 1 2 3  ”Lista över No Fun at Alls medverkan på samlingsskivor”. Discogs.com. http://www.discogs.com/artist/No+Fun+At+All#t=Appearances_Compilations&q=&p=1. Läst 31 mars 2012.
8. 1 2 3  ”No Fun at All”. Discogs.com. http://www.discogs.com/artist/No+Fun+At+All. Läst 31 mars 2012.
9. ↑  ”Stranded”. Discogs.com. http://www.discogs.com/No-Fun-At-All-Stranded/release/393408. Läst 31 mars 2012.
10. ↑  ”Out of Bounds”. Discogs.com. http://www.discogs.com/No-Fun-At-All-Out-Of-Bounds/release/369096. Läst 31 mars 2012.
11. ↑  ”Cheap Shots Vol. 1”. Discogs.com. http://www.discogs.com/Various-Cheap-Shots/release/369119. Läst 31 mars 2012.
12. ↑  ”And Now for Something Completely Different”. Discogs.com. http://www.discogs.com/No-Fun-At-All-And-Now-For-Something-Completely-Different/release/1418678. Läst 31 mars 2012.
13. ↑  ”Live in Tokyo”. Discogs.com. http://www.discogs.com/No-Fun-At-All-Live-In-Tokyo/release/1605287. Läst 31 mars 2012.
14. ↑  ”State of Flow”. No Fun at All. http://www.discogs.com/No-Fun-At-All-State-Of-Flow/release/1418662. Läst 31 mars 2012.
15. 1 2  ”No Fun at All has split up”. Burning Heart Records. http://www.burningheart.com/news/article.php?id=168. Läst 31 mars 2012.
16. ↑  ”Master Celebrations”. Discogs.com. http://www.discogs.com/No-Fun-At-All-Master-Celebrations/release/876646. Läst 31 mars 2012.
17. ↑  ”No Fun at All reunited for one show”. Burning Heart Records. http://www.burningheart.com/news/article.php?id=81. Läst 31 mars 2012.
18. ↑  ”Millencolin 2006”. Burning Heart Records. http://www.burningheart.com/news/article.php?id=340. Läst 31 mars 2012.
19. ↑  ”Master Celebration”. Burning Heart Records. http://www.burningheart.com/news/article.php?id=438. Läst 31 mars 2012.
20. ↑  ”Low Rider”. Low Rider. http://www.discogs.com/No-Fun-At-All-Low-Rider/release/2199131. Läst 31 mars 2012.